# شهرستان لوبلین
شهرستان لوبلین (به لهستانی: Powiat Lublin) یک شهرستان در لهستان است که در استان لوبلین واقع شده‌است. شهرستان لوبلین ۱٬۶۷۹٫۴۲ کیلومتر مربع مساحت و ۱۴۰٬۵۶۲ نفر جمعیت دارد.